# Ried (Jettingen-Scheppach)
Ried ist ein Gemeindeteil der Gemeinde Jettingen-Scheppach  im schwäbischen Landkreis Günzburg (Bayern).

## Lage
Das Dorf liegt im Süden der Gemeinde, circa zwei Kilometer südöstlich von Jettingen und ist über die Kreisstraße GZ 20 zu erreichen. Der Riederbach, im Oberlauf auch Oberwaldbachgraben genannt, ein Zufluss der Mindel, durchfließt den Ort.

## Geschichte
Der Rodungsort Ried wird im Jahr 1293 in einer Urkunde des Konrad von Eberstall erstmals genannt. Er ist vermutlich eine Gründung der Augsburger Bischofs und der Herren von Eberstall, die die hochstiftischen Lehen innehatten. Im Spätmittelalter fiel er an die Herren von Burtenbach-Hammerstetten. Über die Herren vom Stain kam der Ort 1716 an die Freiherren Schenk von Stauffenberg und 1803 im Zuge der Säkularisation zum Königreich Bayern.
Am 1. Januar 1976 wurde die Gemeinde Ried im Rahmen der Gemeindegebietsreform in die Gemeinde Jettingen-Scheppach eingegliedert. Die Gemarkung Ried b.Jettingen entspricht weitgehend der Fläche der ehemaligen Gemeinde Ried.

## Baudenkmäler

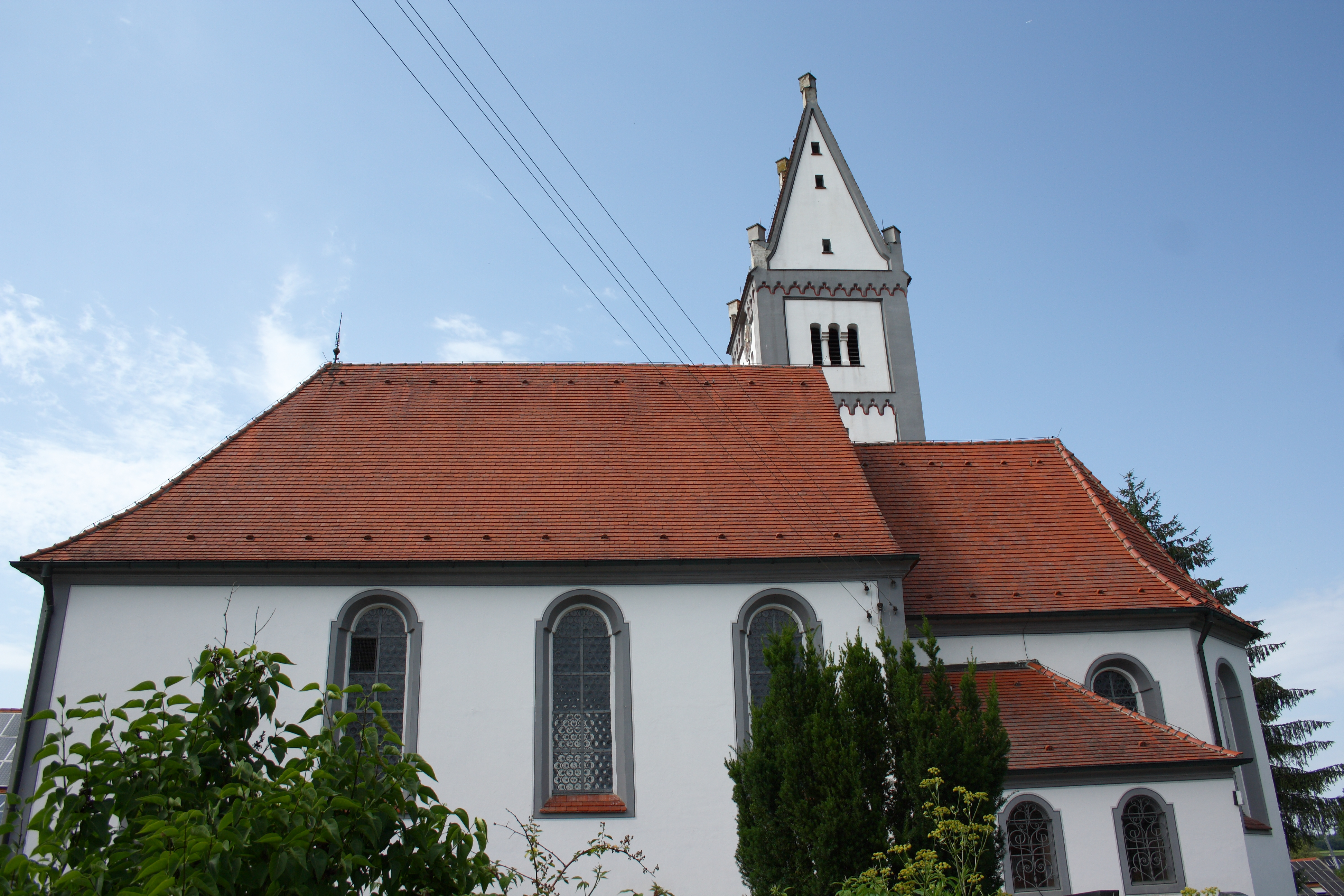
Kirche St. Peter und Paul

- Katholische Pfarrkirche St. Peter und Paul

Siehe auch: Liste der Baudenkmäler in Ried